# Kotka kustområde
Kotka kustområde (KotKusto) var ett av den finska marinens kustförsvarsområden, beläget vid kuststräckan runt Kotka. Kotka kustområde lades ner som självständig enhet 1 januari 2007, och dess uppgifter överfördes till Finska vikens marinkommando respektive Reservofficersskolan. Till kustförsvarsområdet hörde följande enheter:
- Kyrkogårdsö fort på ön Kirkonmaa
- Rankö fort